# Вознесенский храм (Тула)
Храм Вознесения Господня — православный храм в Туле. Относится к Северному благочинию Тульской епархии Русской православной церкви.

## История
Церковный приход образовался в XVII веке, к тому же времени относится и первое упоминание о Вознесенской церкви в Строенной книге Тульского посада за 1646 год. В 1712 году на средства купца Андрея Федорова Владимирова была построена каменная церковь. Но в ней не было придела для совершения утренней литургии и прихожане обратились к епископу с просьбой о строительстве придела. Вскоре разрешение было получено, но построить придел не удалось, потому что церковь оказалась слишком ветхой.
В 1754 году было решено разобрать церковь и построить новый двухэтажный храм. Возведение существующего ныне храма длилось более тридцати лет. В 1755 году первый этаж храма был выстроен и освящён во имя Введения во храм Пресвятой Бгородицы. Верхний, во имя Вознесения Господня, из-за недостатка финансирования, остался недостроенным. В 1767 году прихожане организовали сбор средств на завершение строительства. В 1779 году строящееся здание пострадало от пожара. Только в 1787 году верхний храм был окончательно достроен и 2 октября того же года освящён. Рядом с храмом была возведена колокольня с шестью (девятью?) колоколами.
Храм имел одну позолоченную главу, крыша была крыта белым листовым железом, иконостас был позолоченным, а все иконы были написаны знаменитым мастером того времени Григорием Ивановичем Белоусовым. В 1824 году на первом этаже был устроен придел Святой Варвары, устроенный иждивением купца Ивана Ивановича Владимирова. В 1834 году иконостас верхнего храма сгорел и был восстановлен в 1844 году.
В 1883 году при храме была открыта церковноприходская школа. В 1834 году случился пожар на втором этаже, во время которого сгорел весь иконостас, написанный Белоусовым, а новый появился там лишь в 1844 году.
К наиболее чтимым святыням храма относились икона Скорбящей Божией Матери (точная копия с чудесно явленной иконы в Санкт-Петербурге в 1888 году) икона великомученицы Варвары и часть мощей великомученика Пантелеймона.
В начале 1930-х годов храм был закрыт, колокольня впоследствии снесена. Церковь Вознесения является памятником истории и культуры федерального значения. Здание поставлено на госохрану в 1960 году согласно постановлению Совета Министров РСФСР. В 1961 году в бывшем храме находилась мастерская «Союзшахтоосушения». В 1992 году Вознесенскую церковь возвратили Тульской епархии. При храме есть приходская школа и библиотека. С 20 марта 2008 года по решению Епархиального совета храм является миссионерским.